# Fleet Air Arm
Ne doit pas être confondu avec Forces aériennes de la marine australienne.
Le Fleet Air Arm (FAA) est l'aéronautique navale de la Royal Navy. Elle est chargée des aéronefs embarqués sur les bâtiments de celle-ci. Le Fleet Air Arm exploite le Lockheed Martin F-35 Lightning II pour les frappes maritimes, l'AugustaWestland AW159 Wildcat et l'AgustaWestland AW101 Merlin pour le support des formations commandos et la lutte anti-sous-marine, et le BAE Hawk T1 comme avion d'attaque.
Le Fleet Air Arm est principalement une force d'hélicoptères, les hélicoptères assumant des rôles autrefois exécutés par des biplans tels que le Fairey Swordfish.

## Historique
Le Fleet Air Arm fut créé le 1er avril 1924, sous le nom complet de « Fleet Air Arm of the Royal Air Force », reprenant les traditions du Royal Naval Air Service créé à la veille de la Première Guerre mondiale.
Le 24 mai 1939, la Fleet Air Arm passa sous contrôle de l'Amirauté britannique, à l'exception des unités de surveillance côtière regroupées au sein du Coastal Command. Rebaptisés Air Branch of the Royal Navy, elle était alors réduite à 232 avions répartis en 20 squadrons. À la fin de la Seconde Guerre mondiale, elle disposait de 59 porte-avions, 3 700 avions et de 56 bases aéronavales (Royal Naval Air Stations) pour des effectifs atteignant 72 000 hommes.
En 1952, le service aéronaval britannique fut rebaptisé Fleet Air Arm.

## Années 2000
Au cours des années 2010, la Fleet Air Arm ne dispose plus d'avions embarqués à bord de ses navires, en raison du retrait du service des Harrier GR.7 et GR.9. Elle recouvre progressivement cette capacité à partir de 2019, lorsque les forces armées britanniques perçoivent les premiers exemplaires de leurs F-35B.
En janvier 2019, la capacité opérationnelle initiale du F-35B britannique a été annoncée avec 18 F-35B livrés conjointement au Royaume-Uni. En novembre 2021, 20 avions étaient opérationnels au Royaume-Uni et étaient basés au RAF Marham. Ces avions sont régulièrement déployés pour des opérations sur les porte-avions de la classe Queen Elizabeth.

### UK Carrier Strike Group 21
Le HMS Queen Elizabeth (R08) a effectué son premier déploiement en 2021, en étant le transporteur de l'United Kingdom Carrier Strike Group 21, avec des unités de la Fleet Air Arm.

### Unités subordonnées
| - Série 700 : - 700 Naval Air Squadron - 703 Naval Air Squadron - 705 Naval Air Squadron - 727 Naval Air Squadron - 736 Naval Air Squadron - 744 Naval Air Squadron - 750 Naval Air Squadron | - Série 800 : - 814 Naval Air Squadron - 815 Naval Air Squadron - 820 Naval Air Squadron - 824 Naval Air Squadron - 825 Naval Air Squadron - 845 Naval Air Squadron - 846 Naval Air Squadron - 847 Naval Air Squadron | - Série1700 : - 1700 Naval Air Squadron - 1710 Naval Air Squadron |

## Aéronefs
|                              |
| Royal Navy F-35B "Lightning" |

|                                           |
| AgustaWestland AW159 "Wildcat" de 700 NAS |

|                          |
| "Merlin HC3"" du 845 NAS |

|          |
| BAe Hawk |

|                 |
| Grob Prefect T1 |

| Aéronefs                          | Origine          | Type                                                                                         | En service      | Versions                                           |                 |                 |
| Avion de chasse                   | Avion de chasse  | Avion de chasse                                                                              | Avion de chasse | Avion de chasse                                    | Avion de chasse | Avion de chasse |
| --------------------------------- | ---------------- | -------------------------------------------------------------------------------------------- | --------------- | -------------------------------------------------- | --------------- | --------------- |
| Lockheed Martin F-35 Lightning II | États-Unis       | Avion multirôle                                                                              | 4               | F-35B, 50 prévus à terme                           |                 |                 |
| Avion d'entraînement              |                  |                                                                                              |                 |                                                    |                 |                 |
| BAe Hawk                          | Royaume-Uni      | Avion d’entraînement avancé et plastron d’attaque                                            | 17              | Hawk T M-1 et Hawk T Mk-1A.                        |                 |                 |
| Beechcraft Avenger                | États-Unis       | Avion d’entraînement avancé et de formation à la radionavigation                             | 4               | Avenger T Mk-1                                     |                 |                 |
| Grob Prefect                      | Allemagne        | Avion d’entraînement basique                                                                 | 26              | Prefect Mk-1                                       |                 |                 |
| Grob Tutor                        | Allemagne        | Avion de sélection                                                                           | 5               | Tutor Mk-1                                         |                 |                 |
| Drone                             |                  |                                                                                              |                 |                                                    |                 |                 |
| Boeing ScanEagle                  | États-Unis       | Drone de reconnaissance tactique et d’observation                                            | 3               | Scan-Eagle RM Mk-1                                 |                 |                 |
| Hélicoptère                       |                  |                                                                                              |                 |                                                    |                 |                 |
| AgustaWestland AW159 Wildcat      | Union européenne | Hélicoptère de combat maritime et de reconnaissance                                          | 28              | Wildcat HMA Mk-3. Dernier livré le 27 octobre 2016 |                 |                 |
| AgustaWestland AW101 Merlin       | Italie           | Hélicoptère de transport de troupes , de recherches-sauvetages en mer, et de combat maritime | 56              | Merlin HC Mk-3I, Merlin HC Mk-4, et Merlin HM Mk-2 |                 |                 |